# Vedem

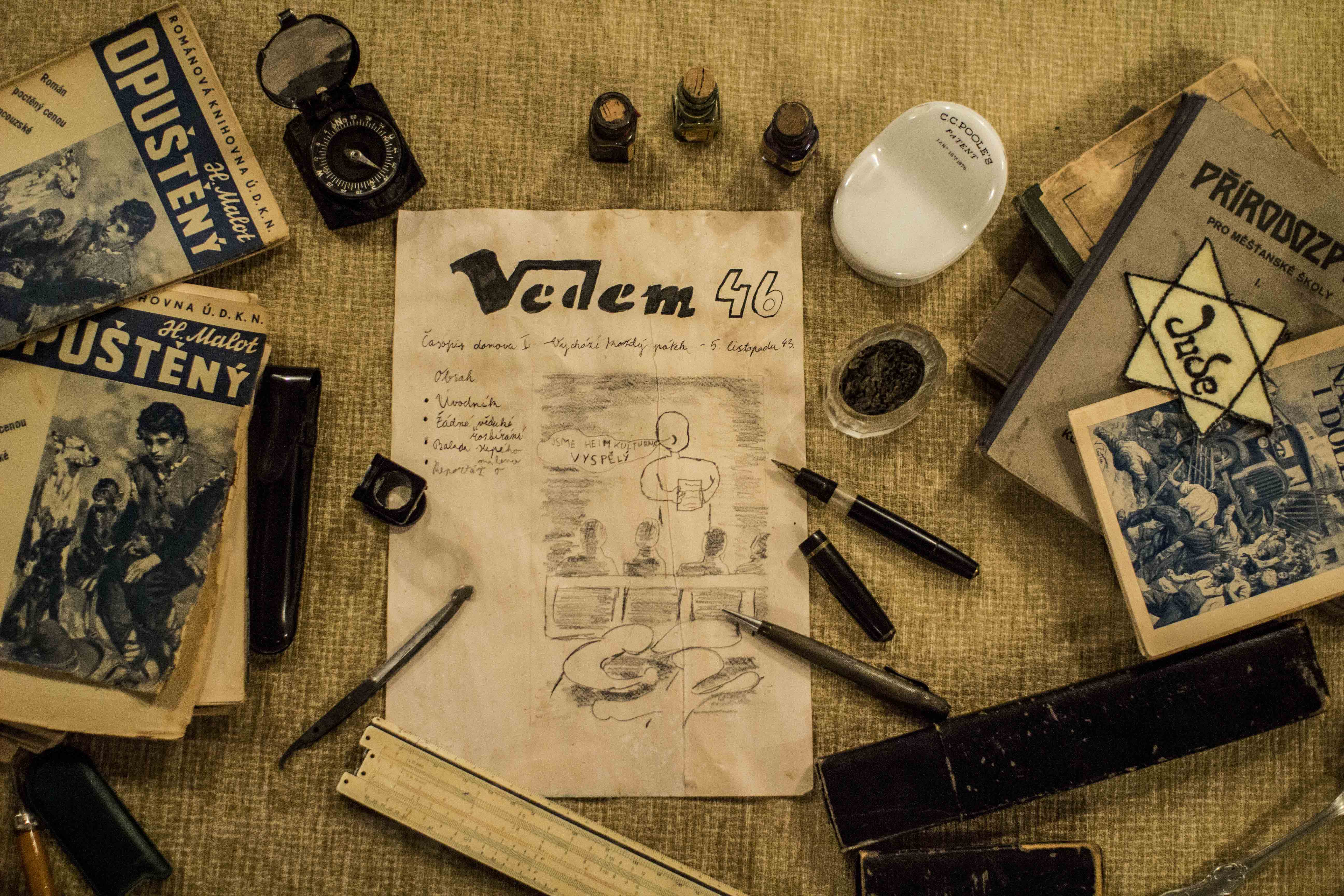
Vedem magazine

Vedem (« Nous menons » en tchèque) était un magazine littéraire en langue tchèque publié de 1942 à 1944 au ghetto juif de Theresienstadt. Il était fabriqué artisanalement par un groupe de jeunes garçons de 13 à 15 ans, sous la direction du jeune Petr Ginz. Au total, 800 pages de Vedem seront rapportées par l'un des contributeurs du magazine après la guerre. 

## Histoire du magazine
Quand les nazis décidèrent en 1941 de transformer la ville tchèque de Terezín en ghetto pour les Juifs du Reich et du Protectorat de Bohême-Moravie, ils installèrent de vastes chambrées dans les anciennes casernes de cette garnison prévue pour accueillir 7 000 personnes. Pendant la période du ghetto, ce sont plus de 50 000 détenus qui y vivaient dans des conditions souvent difficiles et dramatiques. Les enfants étaient logés dans des foyers séparés des adultes. Le bâtiment "L417", l'ancienne école de la ville, accueillit des garçons tchèques, qui purent récupérer un peu de matériel scolaire et une vieille machine à écrire. C'est ainsi qu'apparut le magazine Vedem, dont le premier numéro "parait" le 18 décembre 1942. Chaque numéro était en fait présenté lors de la veillée du vendredi soir, par les différents contributeurs du journal.
Le magazine était entièrement écrit (d'abord à la machine puis à la main, faute de ruban encreur), édité et illustré par de jeunes garçons qui vivaient dans la « Maison Une » (ou "Foyer 1"), une chambrée du bâtiment L417, l'ancienne école de la ville. Les garçons faisaient référence à cette chambrée sous le nom de « République de Škid », un "régime" politique imaginaire inspiré par la pédagogie bolchevique que connaissait bien l'éducateur qui en avait la charge : l'ancien professeur de littérature tchèque Valtr Eisinger. Au total, une centaine de garçons vécut dans cette chambrée, que les enfants rebaptisèrent d'après un institut pour enfants établi par Anton Makarenko en Union soviétique à destination des orphelins de la révolution communiste. La plupart des garçons moururent à Auschwitz, une quinzaine verront la fin de la guerre. Selon certains témoignages, pendant un certain temps, les nouveaux numéros étaient aussi annoncés sur le tableau d'affichage des baraques, mais cette pratique cessa par mesure de prudence en raison des inspections régulières des SS. L'esprit satirique de nombreux articles aurait en effet pu mettre en danger les garçons et leur éducateur.
Vedem comprenait des poèmes, des essais, des blagues, des dialogues, des critiques littéraires, des histoires et des dessins. Les onze dernières pages sont une pièce de théâtre, On a besoin d'un fantôme, écrite par Hanuš Hachenburg, qui mourut plus tard à Auschwitz. Hanuš Hachenburg publia dans la revue plus d'une vingtaine de poèmes. 
Les auteurs de Vedem tiraient leur inspiration de leur professeur, personnage charismatique pour les jeunes de la chambrée, Valtr Eisinger (décédé en 1945 près de Buchenwald), qui vivait avec eux et supervisait les garçons avec Josef "Pepek" Stiassny (1916-1944). Eisinger était à l'origine enseignant en langue et littérature tchèque avant d'être révoqué par les nazis, puis déporté à Theresienstadt en 1942. À Theresienstadt, il utilisa son expérience de l'enseignement pour développer l'étude et l'amour de la littérature chez les garçons. Fortement influencé par la pédagogie bolchevique, lui-même communiste, il les encourageait à s'exprimer de manière créative, à décrire à la fois ce qu'ils voyaient, souvent de manière humoristique, et ce qu'ils espéraient de l'avenir. C'est probablement sous son influence que les garçons adoptèrent une fusée s'envolant d'un livre pour aller à une étoile, inspirée par Jules Verne, comme symbole de leur "république" et de leur magazine.
Valtr Eisinger vivait dans la chambrée avec les garçons et contribuait directement à Vedem, sous la forme d'éditoriaux et de traductions de poèmes de la littérature russe, qu'il connaissait bien. Eisinger signait ses articles sous différents pseudonymes, notamment celui de "Minus" (en tchèque, "Prcek"). Sinon, les articles étaient entièrement écrits par les garçons, qui vagabondaient dans le camp à la recherche de sujets. La plupart des garçons choisirent un pseudonyme pour signer leurs articles : des initiales mystérieuses, un surnom, plus ou moins personnel parfois (« bêta », « bolchevique » ...), avec des variations souvent. Ainsi, l'un de ces contributeurs prolifiques, Jiří Grünbaum, s'appelait alternativement « Šnajer le médecin », « Šnajer le socialiste » ou simplement « Šnajer », selon son humeur. Il est aujourd'hui presque impossible de savoir qui se cachait derrière ces surnoms. Au cours de l'année 1943, dix des rédacteurs les plus productifs commencèrent à se désigner comme l'« Académie ». Un même auteur pouvait, comme Eisinger, changer de nom de plume selon le type de production (chronique, éditorial, poème, nouvelle, récit...).
Petr Ginz (1928 - 1944), dit « nz » ou encore "Ginzero", fut le fondateur du journal "Vedem", et l'un de ses plus importants contributeurs. Arrivé à Theresienstadt sans ses parents le 22 octobre 1942, il devint à quatorze ans le premier et seul rédacteur en chef du magazine. Ginz fut déporté et gazé à Auschwitz le 28 septembre 1944. Un dessin de Ginz représentant la Terre vue de la Lune fut emporté par l'astronaute israélien Ilan Ramon lors du vol de la navette Columbia qui s'acheva tragiquement le 1er février 2003 par la désintégration de l'appareil à son retour dans l'atmosphère. 
Les garçons essayaient autant que possible de créer un vrai magazine hebdomadaire, ajoutant même parfois un prix sur la couverture, par plaisanterie. En plus de la poésie, des récits d'aventure et des critiques de livres, le journal comprenait une rubrique très populaire, la « phrase de la semaine ». Une phrase de « Šnajer le médecin » figura ainsi une fois dans cette rubrique : « J'ai peur de parler. Je pourrais dire quelque chose de bête ». « Embryon » fut également à l'honneur : « Le football est le meilleur des jeux, juste après le Monopoly ».
Dans un article sur le livre La Case de l'oncle Tom, le destin des esclaves afro-américains était comparé à celui des Juifs de Theresienstadt : il était relevé que jusqu'à ce que les déportations commencent, le sort des afro-américains était pire car leurs familles étaient séparées ; mais depuis les déportations, les deux groupes souffraient de manière équivalente. Une autre rubrique populaire était « Promenades dans Terezín » par Petr Ginz, dans laquelle celui-ci retraçait ses visites dans différentes institutions du ghetto et ses interviews des personnes qu'il rencontrait. Ses promenades le menèrent à la boulangerie, la maternité de l'hôpital, la station de lutte contre l'incendie et même une incursion effrayante au crématorium.
Dans un article d'avril 1944, un jeune rédacteur surnommé "Sydikus" rapporte aussi, sous une forme très ironique, des informations concernant l'embellissement du ghetto en vue de la visite du Comité international de la Croix-Rouge, qui aura lieu le 23 juin 1944.

## Conservation et publication
En 1944, la plupart des habitants de la chambrée 1 avaient été déportés dans les chambres à gaz d'Auschwitz et le magazine cessa de paraître. Sur la centaine de garçons qui avaient participé à l'aventure du magazine, une quinzaine seulement survécut à la déportation. Un seul, Zdeněk Taussig, resta à Theresienstadt jusqu'à la libération du camp en mai 1945. Il avait caché le manuscrit du magazine dans un atelier de forgeron où son père avait travaillé et l'emporta avec lui à Prague à son départ du ghetto. 
Après la guerre, les rares survivants revinrent chez eux en Tchécoslovaquie ; certains émigrèrent aux États-Unis, au Canada et en Europe de l'Ouest ou encore en Israël. Le manuscrit demeura en Tchécoslovaquie. Sous le régime communiste alors clairement antisémite, jusqu'en 1968, les efforts en vue de sa publication furent constamment contrariés. Des extraits furent passés en fraude vers Paris, où ils furent publiés par le magazine des tchèques émigrés  Svĕdectví. Un samizdat dactylographié fut publié simultanément en Tchécoslovaquie, et re-publié dans les années 1980. Cette dernière version fut présentée à la foire du livre du Francfort en 1990. 
Des extraits de Vedem, illustrés avec des dessins qui avaient figurés dans le magazine, furent publiés avec une préface de Václav Havel sous le titre Nous sommes des enfants aussi : Vedem, le magazine secret des garçons de Terezín en 1994.  Kurt Jiři Kotouč et Zdenĕk Ornest, qui avaient participé au magazine à Theresienstadt, travaillèrent à la publication de cette sélection. 
La collection complète de Vedem est aujourd'hui conservée au mémorial de Terezín en République tchèque. Grâce aux efforts d'une école alternative de Prague, Přírodní škola, le magazine est consultable dans son intégralité en ligne.
Le réalisateur Baptiste Cogitore a consacré avec l'éditrice et metteuse en scène Claire Audhuy un film à l'histoire de Vedem et de Hanuš Hachenburg, l'un des plus importants contributeurs du journal : Le Fantôme de Theresienstadt (Sancho&Co, 2019).

### Sources
- (en) Terezín. Council of Jewish Communities in the Czech Lands, 1965.
- (en) We Are Children Just the Same: Vedem, the Secret Magazine by the Boys of Terezin. Ed. Zdenek Ornest, Marie Rut Krizkova, et. al. Philadelphie, Jewish Publication Society of America, 1995.  (ISBN 082760534X).